# آب نیمه‌سنگین
آب نیمه‌سنگین (انگلیسی: Semiheavy water) نتیجه جایگزینی یکی از پروتیوم‌های موجود در آب سبک با دوتریوم است. هر زمان که آب با هیدروژن سبک (پروتیم، 1H) و دوتریوم (D or 2H) در مخلوط وجود داشته باشد، وجود دارد. این به این دلیل است که اتم های هیدروژن (هیدروژن-1 و دوتریوم) به سرعت بین مولکول های آب مبادله می شوند.  آبی که حاوی ۵۰ درصد H و ۵۰ درصد D در هیدروژن خود است، حاوی حدود ۵۰ درصد HDO و هر کدام ۲۵ درصد H2O و D2O در تعادل دینامیکی است.  در آب معمولی، حدود 1 مولکول در ۳۲۰۰ HDO است (یک هیدروژن در ۶۴۰۰۲ است).  در مقایسه، آب سنگین D2O در نسبتی حدود ۱ مولکول در ۴۱ میلیون (یعنی یک در ۶۴۰۰۲) رخ می‌دهد. این امر باعث می‌شود که آب نیمه سنگین بسیار رایج تر از آب سنگین معمولی باشد.
نقطه انجماد آب نیمه سنگین نزدیک به نقطه انجماد آب سنگین است. (۳.۸ درجه سانتی‌گراد)